# Comté d'Avery
Le comté d'Avery est un comté situé dans l'État de Caroline du Nord aux États-Unis.
Lors du recensement de 2020 sa population été de 17 806 habitants. Le siège du comté et la ville de Newland. Le siège était initialement installé à Elk Park lors de sa formation. Il a été transféré à la suite de la construction du tribunal en 1912.
Créée en 1911, il est le plus jeune comté des 100 comtés de Caroline du Nord.

## Géographie
Sa superficie est de 640 km2. Le comté d'Avery est et très rural et montagneux. Il est inclus dans la chaîne des Appalaches. Son point culminant est à 1 879 m. Beech Mountain est ainsi la plus haute communauté incorporée située à l'est du Mississippi.

### Communautés
- Délimitation du comté
- Villes
- Villages

- Towns :
  - Banner Elk
  - Beech Mountain
  - Crossnore
  - Elk Park
  - Newland
  - Seven Devils
- Villages
  - Grandfather
  - Sugar Mountain
- Zones non-incorporées
  - Altamont
  - Cranberry
  - Frank
  - Gragg
  - Heaton
  - Ingalls
  - Linville
  - Linville Falls
  - Minneapolis
  - Montezuma
  - Pineola
  - Plumtree
  - Roaring Creek
  - Three Mile
  - Vale

### Démographie
Au recensement de 2010, la population était de 17 167 habitants dont 6 532 ménages et 4 546 familles. La densité de population était de 27 hab/km2.
| 1920   | 1930   | 1940   | 1950   | 1960   | 1970   |
| ------ | ------ | ------ | ------ | ------ | ------ |
| 10 335 | 11 803 | 13 561 | 13 352 | 12 009 | 12 655 |

| 1980   | 1990   | 2000   | 2010   | - | - |
| ------ | ------ | ------ | ------ | - | - |
| 14 409 | 14 867 | 17 167 | 17 797 | - | - |